# Джон Конрой (хокеїст на траві)
Джон Валентін Конрой (27 листопада 1928, Нагпур, Британська Індія — 9 листопада 1985, Ліверпуль, Велика Британія) — британський хокеїст на траві, що виступав за клуб «Mid Surrey» і змагався у складі збірної Великої Британії на Олімпійських іграх 1952 (бронзова медаль) та 1956 років.